# Stephen Sondheim
Stephen Joshua Sondheim (født 22. marts 1930, død 26. november 2021) var en amerikansk komponist og tekstforfatter, kendt for flere end 50 års bidrag til musicalscenen. Blandt hans mest kendte værker kan nævnes A Funny Thing Happened on the Way to the Forum og Sweeney Todd. Han skrev lyrik til West Side Story og musik til filmen Reds.

## Vigtigste musicals
- Saturday Night  (1954, opført 1997)
- West Side Story  (1957) – sangtekster
- Gypsy (1959) – sangtekster
- A Funny Thing Happened on the Way to the Forum  (1962)
- Anyone Can Whistle  (1964)
- Do I Hear a Waltz?  (1965) – sangtekster
- Company (1970)
- Follies  (1971)
- A Little Night Music  (1973)
- The Frogs (1974)
- Pacific Overtures  (1976)
- Sweeney Todd  (1979)
- Merrily We Roll Along
- Sunday in the Park with George
- Into the Woods (1987)
- Assassins (1990)
- Passion (1994)
- Bounce (2003)
- Road Show (2008)

## Hæder
Sondheim har vundet én Oscar for bedste sang for "Sooner or Later", otte Tony Awards, otte Grammy Awards, en Pulitzerpris[kilde mangler] og Presidential Medal of Freedom i 2015.